# Bulbophyllum longimucronatum
Bulbophyllum longimucronatum är en orkidéart som beskrevs av Oakes Ames och Charles Schweinfurth. Bulbophyllum longimucronatum ingår i släktet Bulbophyllum och familjen orkidéer. Inga underarter finns listade i Catalogue of Life.